# Kenneth Parkinson
 (janvier 2024).
Si vous disposez d'ouvrages ou d'articles de référence ou si vous connaissez des sites web de qualité traitant du thème abordé ici, merci de compléter l'article en donnant les références utiles à sa vérifiabilité et en les liant à la section « Notes et références ».
Kenneth Parkinson, né le 13 septembre 1927 à Washington et mort le 5 octobre 2016 à Tubac, est un conseiller juridique du comité pour la réélection du Président qui a soutenu Richard Nixon en 1972.

## Biographie
Il a été membre du Watergate Seven (en), qui ont été mis en examen par le gouvernement fédéral des États-Unis le 1er mars 1974. Kenneth Parkinson a été acquitté le 1er janvier 1975.